# فتوت‌نامه سلطانی
فتوت‌نامهٔ سلطانی
فتوت‌نامه سلطانی، رساله‌ای فارسی است به قلم ملا حسین واعظ کاشفی سبزواری (درگذشته 910ق) و یکی از منابع اصیل در شناخت فتوت و آداب آن بشمار می‌رود. این اثر با مقدمه و تصحیح دکتر جعفر محجوب در سال 1350 منتشر شده است.
محمدتقی بهار فتوت‌نامهٔ سلطانی را کتاب مفیدی می‌داند که کلید سایر نوشته‌های مختصر دربارهٔ آداب فتوت است و محمدجعفر محجوب آن را  مفصل‌ترین، جامع‌ترین، و دقیق‌ترین اثری می‌دانند که دربارهٔ آیین فتوت و جوانمردی به زبان فارسی یا عربی نوشته شده‌است.
فتوت‌نامهٔ سلطانی را محمدجعفر محجوب با استفاده از دو نسخهٔ خطی کتابخانهٔ موزهٔ بریتانیا و نسخهٔ شخصی محمدتقی بهار در سال ۱۳۵۰ تصحیح و منتشر کرد. از آن پس تاکنون (۱۳۹۳) سه نسخهٔ خطی دیگر نیز کشف شده‌اند.